# Зугравый, Александр Вячеславович
Алекса́ндр Вячесла́вович Зугра́вый (укр. Олександр В'ячеславович Зугравий; 1988) — украинский военнослужащий, полковник, участник российско-украинской войны. Герой Украины (2022).

## Биография
Родился в 1988 году. В 2010 году окончил Национальную академию сухопутных войск имени гетмана Петра Сагайдачного по специальности «Управление действиями подразделений аэромобильных войск» . В 2013 году принимал участие в Революции достоинства.
С 2014 года участвовал в АТО и ООС на востоке Украины. Долгое время служил в 25-й отдельной воздушно-десантной Сичеславской бригаде Вооружённых сил Украины.

## Награды
- Звание «Герой Украины» с удостоением ордена «Золотая Звезда» (2 апреля 2022) — за личное мужество и героизм, проявленные в защите государственного суверенитета и территориальной целостности Украины, верность военной присяге[1].
- Орден Богдана Хмельницкого II степени (28 февраля 2022) — за личное мужество и высокий профессионализм, проявленные в защите государственного суверенитета и территориальной целостности Украины, верность военной присяге.
- Орден Богдана Хмельницкого III степени (26 февраля 2015) — за личное мужество и высокий профессионализм, проявленные в защите государственного суверенитета и территориальной целостности Украины, верность военной присяге.